# Aeropuerto Regional y Turístico de Rurrenabaque
El Aeropuerto Regional y Turístico de Rurrenabaque (IATA: RBQ, OACI: SLRQ) es un aeropuerto público ubicado en la localidad de Rurrenabaque, Departamento del Beni, Bolivia. Se estima que el antiguo aeropuerto fue demolido. Se ha construido una nueva terminal, calle de rodaje asfaltada y pista de asfalto, todas ya terminadas.Así se pone en condiciones el aeropuerto para futuras operaciones y nuevas rutas.
Actualmente lo opera Ecojet y Boliviana de Aviación empezará a hacer operaciones en el nuevo aeropuerto y la flota sería el Bombardier CRJ200 de Boliviana de Aviación Regional (BoA Regional).

## Aerolíneas y destinos
| Aerolíneas            | Destinos |
| --------------------- | -------- |
| Boliviana de Aviación | La Paz   |
| Ecojet                | La Paz   |